# Війна форматів відеокасет

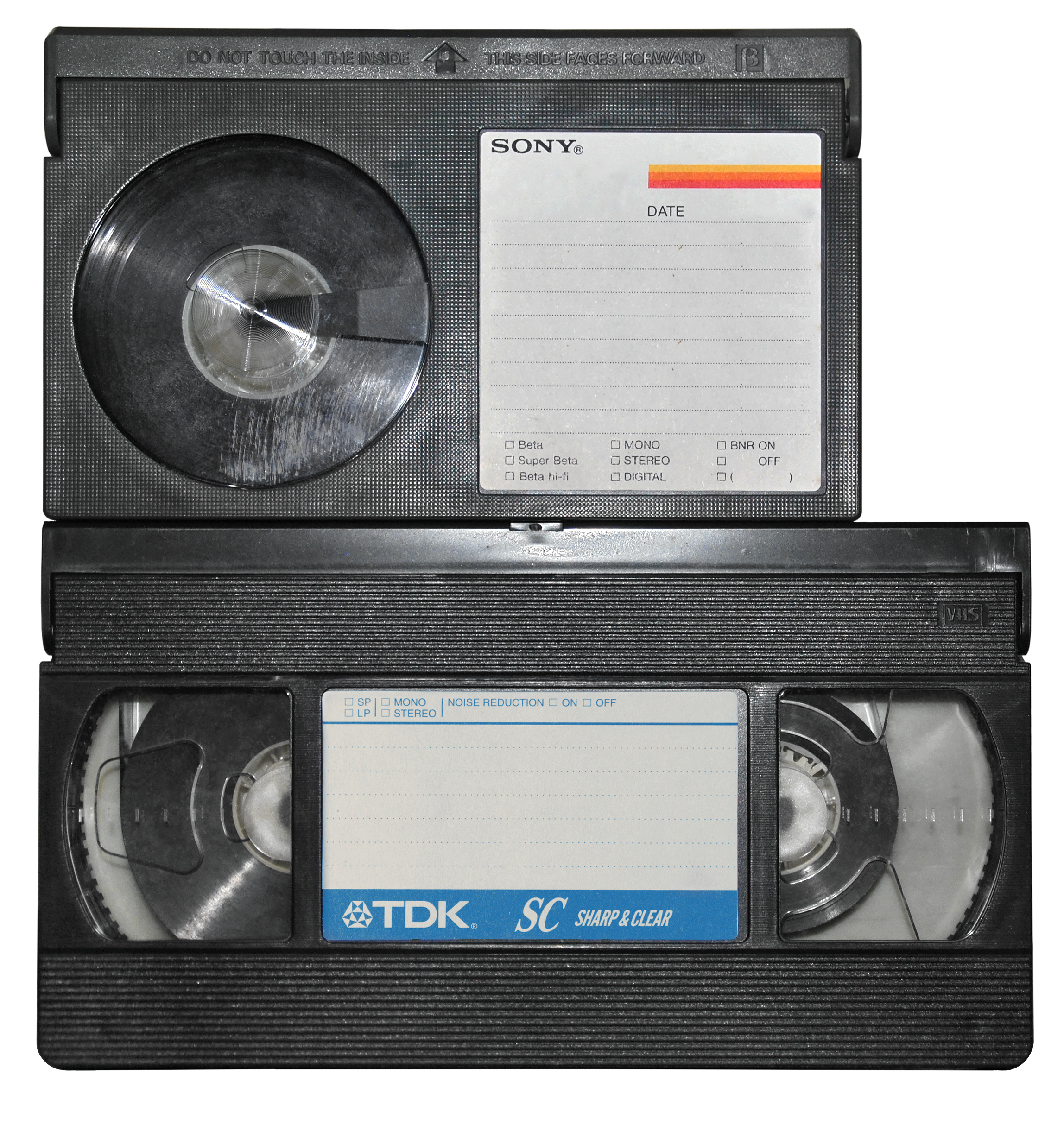
Betamax касета зверху, VHS знизу

Війна форматів відеокасет — період напруженої конкуренції (або «війни форматів») несумісних моделей аналогових відеокасет наприкінці 1970-их — початку 1980-их років, переважно форматів Betamax і VHS. Врешті-решт формат VHS виграв війну і став єдиним форматом відеокасет у світі.

## Історія
Sony випустила відеокасету формату Betamax в 1975 році, і сподівалася, що інші виробники відеокасет та відеомагнітофонів будуть використовувати її формат. Однак у 1976 році JVC вивела на ринок свій схожий формат VHS. Він був дещо простіший у використанні, а також для нього було дешевше виготовляти відеомагнітофони. Також були думки серед експертів, що VHS перемогла Betamax завдяки більшій доступності порнографічних фільмів у форматі VHS. Однак останні маркетингові дослідження говорять, що це навряд чи зіграло велику роль у перемозі VHS.